# Why? (песня Stray Kids)
«Why?» — песня южнокорейского бой-бэнда Stray Kids из второго японского студийного альбома Giant. Выпущен как промосингл лейблом Epic Records Japan 12 апреля 2024 года и является саундтреком для японского телесериала «Re: Revenge – Yokubo no Hate ni».

## Предыстория и композиция
23 марта 2024 года был показан второй тизер японского телесериала «Re: Revenge – Yokubo no Hate ni», а также было объявлено, что Stray Kids исполнят саундтрек под названием «Why?», что стало первой темой группы в японских сериалах. Песня стала доступна для цифрового скачивания и потокового вещания 12 апреля, после премьеры первого эпизода, а затем была включена во второй японоязычный студийный альбом группы Giant (2024).
Песня «Why?» была написана Пан Чханом, Чханбином и Ханом при соавторстве D&H и Йохэя, написавших японские тексты, и Хон Джисана, написавшего композицию и аранжировку. Рок-трек с образом «антиутопии», песня выражает чувства движения вперёд к цели, не беспокоясь о своем окружении, несмотря на препятствия.

## Живые выступления
Stray Kids представили песню «Why?» на фанмитинге группы «SKZ Toy World» в апреле 2024 года в Кёсера Доум в Осаке и Беллуна Доум в Сайтаме.

## Чарты
| Чарт (2024)                              | Высшая позиция |
| ---------------------------------------- | -------------- |
| Новая Зеландия (RMNZ)                    | 39             |
| США (Billboard World Digital Song Sales) | 2              |
| Япония (Billboard Japan Hot 100)         | 25             |
| Япония (Oricon Combined Singles Chart)   | 26             |